# 弋陽県
弋陽県（よくよう-けん）は中華人民共和国江西省上饒市に位置する県。県内の亀峰は中国丹霞の一部として世界遺産に登録されている。

## 行政区画
- 街道:桃源街道、花亭街道、南岩街道
- 鎮:曹渓鎮、漆工鎮、樟樹墩鎮、朱坑鎮、圭峰鎮、畳山鎮、港口鎮、弋江鎮、三県嶺鎮
- 郷:中畈郷、葛渓郷、湾里郷、清湖郷、旭光郷

## 交通

### 鉄道
- 中国鉄路総公司
  - 滬昆旅客専用線、滬昆線
    - 弋陽駅

### 道路
- 高速道路
  - 滬昆高速道路
  - S33 上万高速道路

- 国道
  - G320国道